# Tiago Dantas
Tiago Filipe Oliveira Dantas (Lissabon, 24 december 2000) is een Portugees voetballer die in het seizoen 2025/26 speelt voor HNK Rijeka. Dantas is een middenvelder.

## Clubcarrière

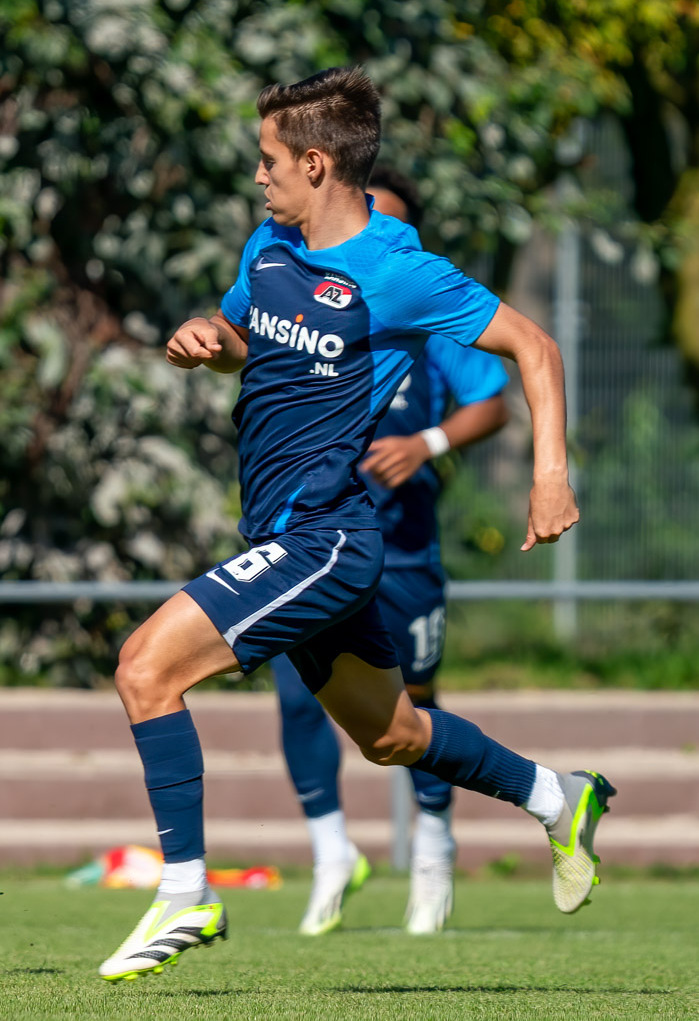
Dantas met AZ in 2023

### Benfica
Dantas is een jeugdproduct van SL Benfica. In het seizoen 2018/19 stroomde hij door naar Benfica B, het beloftenelftal van de club in de Segunda Liga. Het seizoen daarop maakte hij zijn officiële debuut in het eerste elftal van de club tijdens de bekerwedstrijd tegen Vitória Setúbal op 21 december 2019. Het zou zijn enige wedstrijd voor Benfica blijken. Wel speelde hij 49 wedstrijden voor het tweede team van Benfica, waarin hij vijf doelpunten maakte.

### Bayern München
In oktober 2020 leende Benfica hem voor de rest van het seizoen uit aan FC Bayern München II, het tweede elftal van Bayern München dat uitkomt in de 3. Liga. Daar speelde hij zeven wedstrijden voor. Hij maakte op 27 februari als invaller voor Leroy Sané zijn debuut voor het eerste van Bayern München in een 5-1 overwinning op 1. FC Köln. Op 10 april gunde Hansi Flick Dantas zijn eerste basisplaats. Hij stond in de competitiewedstrijd met 1. FC Union Berlin op een middenveld met Joshua Kimmich en Thomas Müller. Het bleek zijn laatste wedstrijd voor Bayern.

### AZ
Na uitleenperiodes bij CD Tondela in 21/22 en PAOK Saloniki 22/23, waar hij beide clubs onbetwist basisspeler was, werd hij in het seizoen 2023/24 aan AZ verhuurd, met een optie tot koop. Hij maakte op 31 augustus in de UEFA Europa Conference League-kwalificatiewedstrijd tegen SK Brann zijn debuut voor AZ. Hij maakte op 1 oktober tegen Fortuna Sittard (4-0 overwinning) zijn eerste doelpunt voor de club. 

## Clubstatistieken

### Beloften
| Seizoen         | Club                | Competitie      | Competitie | Competitie |
| Seizoen         | Club                | Competitie      | Wed.       | Dlp.       |
| --------------- | ------------------- | --------------- | ---------- | ---------- |
| 2018/19         | SL Benfica B        | Segunda Liga    | 21         | 2          |
| 2019/20         | SL Benfica B        | Segunda Liga    | 23         | 3          |
| 2020/21         | SL Benfica B        | Segunda Liga    | 5          | 0          |
| 2020/21         | → Bayern München II | 3. Liga         | 7          | 0          |
| Beloften totaal | Beloften totaal     | Beloften totaal | 56         | 5          |

### Senioren
| Seizoen         | Club             | Competitie      | Competitie | Competitie | Beker | Beker | Overig | Overig | Totaal | Totaal |
| Seizoen         | Club             | Competitie      | Wed.       | Dlp.       | Wed.  | Dlp.  | Wed.   | Dlp.   | Wed.   | Dlp.   |
| --------------- | ---------------- | --------------- | ---------- | ---------- | ----- | ----- | ------ | ------ | ------ | ------ |
| 2019/20         | SL Benfica       | Primeira Liga   | 0          | 0          | 1     | 0     | 0      | 0      | 1      | 0      |
| 2020/21         | → Bayern München | Bundesliga      | 2          | 0          | 0     | 0     | —      | —      | 2      | 0      |
| 2021/22         | → CD Tondela     | Primeira Liga   | 26         | 1          | 7     | 3     | 1      | 0      | 34     | 4      |
| 2022/23         | → PAOK Saloniki  | Super League    | 23         | 3          | 5     | 0     | 11     | 2      | 39     | 5      |
| 2023/24         | → AZ             | Eredivisie      | 15         | 1          | 1     | 0     | 5      | 0      | 21     | 1      |
| Senioren totaal | Senioren totaal  | Senioren totaal | 66         | 5          | 14    | 3     | 17     | 2      | 87     | 10     |
| Carrièretotaal  | Carrièretotaal   | Carrièretotaal  | 122        | 10         | 14    | 3     | 17     | 2      | 153    | 15     |

Bijgewerkt op 10 april 2024.
1 Owusu-Oduro ·
3 Goes ·
4 Martins Indi  ·
5 Penetra ·
6 Koopmeiners ·
7 Van Bommel ·
8 Clasie ·
9 Parrott ·
10 Mijnans ·
11 Sadiq ·
12 Verhulst ·
13 Westerveld ·
14 Belić ·
16 Maikuma ·
17 Addai ·
18 Møller Wolfe ·
21 Poku ·
22 Dekker ·
23 Lahdo ·
24 Schouten ·
26 Smit ·
28 Buurmeester ·
30 Kasius ·
31 Deen ·
34 De Wit ·
35 Meerdink ·
37 Daal ·
41 Zoet ·
Coach: Martens
· Assistent-trainer: Franssen
· Assistent-trainer: Goudmijn
· Assistent-trainer: Sierksma
· Keeperstrainer: Van Aart